# Ro-56 (1944)
Ro-56 (1944) — підводний човен Імперського флоту Японії, споруджений у 1944 році (можливо відзначити, що у складі Імперського флоту також існував човен Ro-56, виведений зі складу флоту ще в 1940 році).
Корабель, який спорудили на компанії Mitsui Zosensho в Тамано, належав до типу Kaichū VII (також знаний як клас Ro-35).
16 березня 1945-го човен прибув до Саєкі (північно-східне узбережжя Кюсю). 18 березня в межах підготовки операції проти Окінави американське ударне авіаносне з'єднання дійсно почало завдавати ударів по Кюсю. Тієї ж доби Ro-56 вийшов з Саєкі у свій перший бойовий похід. 9 квітня (вже за кілька діб після висадки союзників на Окінаві) в районі дещо більш ніж за дві сотні кілометрів на схід від Окінави есмінець «Монссен» зі складу охорони ударного авіаносного з'єднання встановив сонарний контакт. Після цього «Монссен» та інший есмінець «Мертц» скинули 5 та 3 серії глибинних бомб відповідно. Ймовірно, саме цей бій став останнім для Ro-56, який загинув разом з усіма 79 членами екіпажу.